# Nyhetsbrev
Ett nyhetsbrev är en distribuerad publikation som skickas ut i en begränsad krets och är till skillnad från tidningar inte ett massmedium. Det brukar innehålla information om vad som hänt sedan förra utskicket, aktuella händelser och information om kommande händelser. Nyhetsbrev ges vanligen ut av organisationer, företag, myndigheter, experter och opinionsbildare. Det skickas ofta till medlemmar, personal eller personer som anmält intresse.
Under främst 1800-talet och början av 1900-talet skickades nyhetsbrev mindre regelbundet av privata korrespondenter till avlägset boende och kompenserade för bristen på trovärdiga tidningar. Länge var nyhetsbrev stencilerade, hektograferade eller gjorda med kopiator eller skrivare, till skillnad från många tidningar som trycks på tryckerier. Under 1990-talet blev det populärt att skicka nyhetsbrev digitalt via e-post och därefter har bloggar i viss mån ersatt nyhetsbrev. Nyhetsbrev via e-post brukar även innehålla kontaktuppgifter och en avregistreringslänk (opt-out).